# Equus conversidens
Equus conversidens ist eine dubiose (zweifelhafte) Art aus der Gattung der Pferde (Equus). Sie basiert auf einem Oberkieferfund aus dem Tal von Mexiko und wurde im Jahr 1869 wissenschaftlich benannt. Der Holotyp gilt allerdings als diagnostisch wenig aussagekräftig. Vor allem in der Mitte des 20. Jahrhunderts wurden der Art zahlreiche Funde zugeschrieben, wodurch das angenommene Verbreitungsgebiet weite Teile des nördlichen Mexikos und der südlichen Vereinigten Staaten umfasste. Weitere Studien seit den 1970er Jahren stellten aber die Heterogenität des Fundmaterials heraus. Eine Revision der nordamerikanischen Pferde des Pleistozäns Mitte der 1980er Jahre verwies auf die Unzulänglichkeit des Typusfundes von Equus conversidens. Einige Autoren unterstützten in der Folgezeit diese Ansicht, andere argumentierten hingegen für die Beibehaltung des Artstatus.

## Merkmale
Der Holotyp und das einzige, sicher zu Equus conversidens zu stellende Fundobjekt (Exemplarnummer IGM 4008, alte Inventarnummer 403 des Instituto de Geologia, Universidad Nacional Autonoma de Mexico) ist ein Fragment des rechten und linken Oberkiefers, dem noch beide Zahnreihen vom vordersten Prämolaren bis zum letzten Molaren sowie ein Teil des Gaumens anhaften. Das Objekt lässt sich einem kleinen, jedoch weitgehend ausgewachsenen Tier zuweisen, was am durchgebrochenen letzten Mahlzahn erkennbar ist. Am Oberkiefer zeichnet sich das Foramen infraorbitale ab, das rund 7 cm oberhalb der Alveolenebene saß und in einem Winkel von 45° zur Zahnreihe stand. Es lag oberhalb der Vorderkante des letzten Prämolaren. Die Prämolaren selbst zeigen ein ausgebildetes pli caballin, eine enge Schlaufe des Zahnschmelzes zwischen den beiden zungenseitigen Haupthöckern, dem Hypoconus und dem Protoconus. Auf den Molaren fehlt diese allerdings. Eine weitere Schlaufe, das pli protoloph zeigte sich auf den Prämolaren stark, auf den Molaren hingegen schwach gefaltet. Die linke Zahnreihe war insgesamt 14,8 cm lang, verteilt auf 8,2 cm der Prämolaren und 6,6 cm der Molaren. Vor allem der letzte Mahlzahn erwies sich als relativ klein. Die Kronenhöhe der Zähne variierte von 5,2 bis 7,0 cm.

## Fundort und Namensgebung

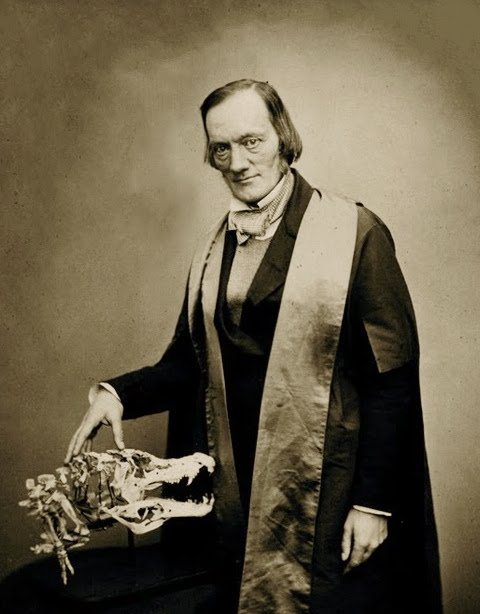
Richard Owen

Das Typusexemplar stammt von den Berghängen bei Tepeyac nördlich von Mexiko-Stadt im Tal von Mexiko und wurde zusammen mit Resten von Rüsseltieren und Huftieren in pleistozänen Ablagerungen gefunden. Im Jahr 1866 gelangten Fotografien und Abgüsse von Funden aus dem Gebiet in die Hände von Richard Owen, einem der bedeutendsten Naturforscher des viktorianischen Zeitalters. Drei Jahre darauf erstellte Owen die wissenschaftliche Erstbeschreibung von Equus conversidens anhand der Fotografien. Der Oberkiefer erinnerte ihn an Equus curvidens, eine Form der Pferde, die er selbst mehr als zwei Dekaden zuvor anhand von Funden aus Südamerika, gesammelt von Charles Darwin während seiner Reise auf der Beagle, eingeführt hatte. Allerdings standen die Zahnreihen bei dem neuen Fund in einem gebogenen Verlauf konvergierend zueinander, weswegen er sich für eine neue Art entschied. Das Artepitheton verweist auf diesen besonderen Umstand der Zahnreihen (von lateinisch converto für „umwenden“ oder „umkehren“ und dens für „Zahn“). Seiner Beschreibung fügte Owen eine Tafel mit einer zeichnerischen Reproduktion der Fotografien bei.

## Taxonomiegeschichte
Die Merkmale, die Owen den Fotografien entnehmen konnte, gelten als wenig charakteristisch, weswegen das Stück als diagnostisch ohne Wert eingestuft wird. In der gleichen Schrift wie der Erstbeschreibung zu Equus conversidens führte Owen zusätzlich noch Equus tau ebenfalls aus dem Tal von Mexiko und basierend auf einer oberen Zahnreihe ein. Auch diese Form gilt als Nomen dubium. Beiden gemein ist, dass sie relativ kleine Individuen repräsentieren. Im Jahr 1884 erwähnte Edward Drinker Cope das Holotyp-Exemplar von Equus conversidens, das er der eigenen Auskunft zufolge im Original einsah. Er konnte aber keine bestimmenden Unterschiede zwischen Equus conversidens und Equus tau feststellen und setzte beide daher gleich. Die deutliche Krümmung der Zahnreihe sah er jedoch als Resultat einer späteren Deformierung an. Des Weiteren etablierte er mit Equus barcenaei eine neue kleinwüchsige Pferdeform aus dem Tal von Mexiko, der er zwei obere Zähne zugrunde legte. In der Zeit nach Cope wurde das Holotyp-Exemplar von Equus conversidens offensichtlich restauriert und die Krümmungen der Zahnreihe ausgeglichen. James W. Gidley war von einer späteren Deformierung des Oberkiefers nicht überzeugt, als er den Fund im Jahr 1901 in seiner Revision der nordamerikanischen Pferde berücksichtigte. Vielmehr nahm er an, dass die beiden Zahnreihen von zwei unterschiedlichen Individuen stammten, die irrtümlicherweise zusammengefügt worden waren. Gut neun Jahre später bildete Wilhelm Freudenberg das restaurierte Stück ab, bezeichnete es aber mit Equus cf. tau.
Erst im Jahr 1949 konnte Claude W. Hibbard den Fund von Equus conversidens wieder genauer einsehen und das restaurierte Stück eindeutig als Owens Typusexemplar identifizieren. Er gab rund sechs Jahre später eine erneute Beschreibung des Objekts wieder und versuchte weitere Funde aus dem Tal von Mexiko der Art zuzuschreiben, die er jedoch zumeist als fraglich ansah. Außerdem bot er einzelne Synonyme an. Dadurch setzte er Owens Equus tau mit Equus conversidens gleich, ebenso wie Copes Equus barcenaei, zuzüglich fügte er neben diesen mexikanischen Formen noch Equus littoralis hinzu. Diese geht auf Oliver Perry Hay aus dem Jahr 1913 zurück und gründet auf einzelnen Zähnen aus Florida. Hibbards Gleichsetzungen erfolgten zumeist nur aufgrund der jeweils geringen Größe der Funde beziehungsweise der Tiere. Im gleichen Zeitraum wie Hibbards Untersuchung benannte Chester Stock mit Equus conversidens leoni eine neue Unterart aus dem Oberpleistozän. Deren Typusmaterial bestand aus einem reichhaltigen Fundensemble aus der Höhle San Josecito im nordmexikanischen Bundesstaat Nuevo León.

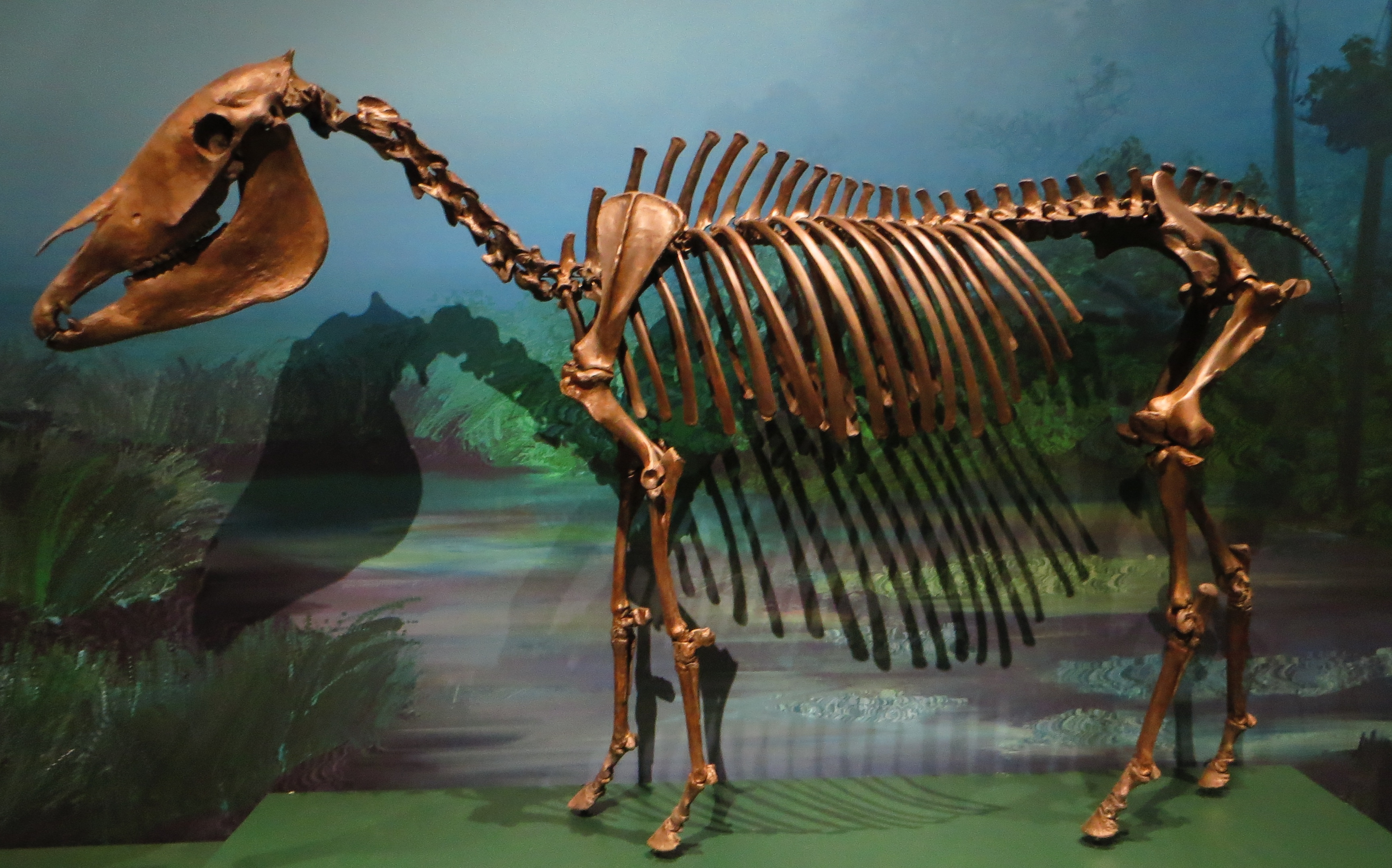
Vermeintliche Skelettrekonstruktion von Equus conversidens

Hibbard äußerte sich 1960 gemeinsam mit Dwight W. Taylor in einer monographischen Abhandlung über zwei oberpleistozäne Faunengemeinschaften aus Kansas erneut zu Equus conversidens. Hierbei verwiesen sie die Reste eines kleinwüchsigen Pferdes aus einem Steinbruch im Meade County des US-Bundesstaates zu der Art. Neben einem Unterkiefer befanden sich mit einzelnen Phalangen auch erstmals Teile des Körperskeletts darunter. Gleichzeitig setzten sie mit Equus francisci eine weitere fossile kleine Pferdeart auf die Synonymliste. Diese Form war wiederum von Hay im Jahr 1915 bezugnehmend auf einen Schädel und ein Teilskelett aus dem Wharton County in Texas benannt worden. Für die Funde wurde ein mittelpleistozänes Alter angenommen. Ein halbes Jahrzehnt später widmeten sich Walter W. Dalquest und Jack T. Hughes Equus conversidens. Hierbei bezogen sie sich auf ein Skelett eines kleinen bis mittelgroßen Pferdes, das zwei Jahre zuvor bei der Anlage eines Kellers in der Stadt Canyon im Randall County von Texas zu Tage getreten war. Bei ihren Analysen berücksichtigten sie auch weitere Funde aus der Umgebung. Die Erhaltung der Gliedmaßenknochen ermöglichte es zudem, umfassendere Messungen an diesen vorzunehmen. In diesem Rahmen verwiesen beide Autoren auch auf ein Skelett aus der Nähe von Sonoita in Arizona, welches bereits 1942 Morris F. Skinner kurz erwähnt und mit Equus conversidens in Verbindung gebracht hatte, ohne dies jedoch genauer zu beschreiben. Dalquest und Hughes legten außerdem eine weitere Synonymliste vor, die weitgehend der von Hibbard entsprach. Die zahlreichen Funde, die vor allem im 20. Jahrhundert mit Equus conversidens assoziiert wurden sowie die mit der Art gleichgesetzten anderen kleinwüchsigen Formen erweiterten das angenommene Verbreitungsgebiet von Equus conversidens vom ursprünglich zentralmexikanischen Raum bis weit in den Süden der heutigen Vereinigte Staaten.
In der Folgezeit sollte sich aber die Taxonomie der nordamerikanischen pleistozänen Pferde als weitaus komplexer erweisen. Ernest L. Lundelius, Jr. und Margaret S. Stevens führten Im Jahr 1970 aus, dass die kleinwüchsigen Pferde des Kontinents anhand der Beinknochen zwei Formengruppen bilden. Eine Gruppe umfasste hierbei breitfüßige Pferde wie jene, die durch das erweiterte Fundmaterial seit den 1950er Jahren mit Equus conversidens in Verbindung gebracht wurden. Die andere bestand aus schmalfüßigen Tieren, als deren Typusform Lundelius und Stevens Equus francisci bestimmten. Als weiteren Unterschied hoben beide Autoren den abweichenden Schmelzfaltenverlauf an den unteren Zähnen zwischen dem Metaconid und Metastylid hervor, der bei Equus conversidens in seiner erweiterten Fassung weit und offen, bei Equus francisci hingegen eng V-förmig ist (ein weiter Verlauf wird überwiegend mit der caballinen Gruppe der Pferde in Verbindung gebracht, also Formen, die dem heutigen Hauspferd nahestehen, ein enger Verlauf hingegen mit den Zebras und Wildeseln). Lundelius und Stevens sonderten daher Equus francisci aus der Gruppe um Equus conversidens aus. Die schmalfüßigen Pferde wurden später als stilt-legged horses bekannt und riefen eine umfassende Diskussion über deren genaue systematische Stellung hervor. Genetische Analysen aus dem Jahr 2017 führten dann zur Aufstellung einer eigenen Gattung, die die Bezeichnung Haringtonhippus erhielt.
Bis in das 20. Jahrhundert hinein war die Anzahl an Taxa fossiler pleistozäner Pferde Nordamerikas auf knapp 60 angewachsen, von denen aber ein nicht unerheblicher Teil auf einzelnen Fragmenten oder wenig aussagekräftigen Stücken beruhte. Dies veranlasste Melissa C. Winans Mitte der 1980er Jahre zu einer umfassenden Revision. Hierbei wies sie insgesamt fünf Formenkreise aus, die sie als Equus simplicidens-, Equus scotti-, Equus laurentius-, Equus francisci- und Equus alaskae-Gruppe bezeichnete. Die ersten drei Gruppen repräsentieren große Pferdeformen in unterschiedlicher zeitlicher Abfolge vom Pliozän bis zum Oberpleistozän (die erstgenannte davon gehört als stenonine Gruppe vermutlich in die nähere Verwandtschaft der Zebras und Wildesel, die beiden letztgenannten repräsentieren caballine Pferde). Die Equus francisci- und Equus alaskae-Gruppe setzen sich aus kleinen Pferden zusammen, wobei hier wiederum letztere die breitfüßigen, erstere die stilt-legged horses (das spätere Haringtonhippus) umfassen. Das Typusexemplar von Equus conversidens wurde von Winans keiner der Gruppen zugerechnet, da sie es als zu unspezifisch einstufte, Stocks Unterart Equus conversidens leoni verwies sie jedoch zur Equus alaskae-Gruppe. Das Originalfundstück von Equus conversidens konnte Winans bei ihren Analysen nicht einsehen, da es zwischenzeitig verloren gegangen war und erst 1987 wiederentdeckt wurde. Winans Ansicht schlossen sich zahlreiche Autoren an, so unter anderem Bruce J. MacFadden. Andere Autoren wie Eric Scott argumentierten für die Validität der Art, die sie aber jeweils in der erweiterten Fassung sahen, wie sie in den 1950er und 1960er Jahren bestand. Scott schlug darüber hinaus im Jahr 2004 vor, die Bezeichnung Equus conversidens aufgrund des langen Gebrauchs nach den Regularien der ICZN zu konservieren. Ähnliches befürwortete eine Arbeitsgruppe um María Teresa Alberdi im Jahr 2014, jedoch wieder mit einem Verweis auf weit umfangreicheres Fundmaterial, etwa aus der Höhle San Josecito, der Typusfundstelle von Equus conversidens leoni. Dies sollte nach Meinung der Forschergruppe auch eine Neustudie des wieder aufgefundenen Holotyps von Equus conversidens beinhalten. Die Komplikationen um die Art wurden durch genetische Analysen von Christina I. Barrón-Ortiz und Kollegen aus dem Jahr 2017 erschwert, bei denen sich einige Zähne aus der Höhle San Josecito als den stilt legged horses näher stehend erwiesen. Peter D. Heintzman und seine Arbeitsgruppe unterstrichen daher im gleichen Jahr im Rahmen ihrer Publikation von Haringtonhippus noch einmal die Unzulänglichkeiten des Holotyps von Equus conversidens.